# Brückner-Gletscher
Der Brückner-Gletscher ist ein Gletscher an der Loubet-Küste des Grahamlands auf der Antarktischen Halbinsel. Er fließt auf der Arrowsmith-Halbinsel in nordöstlicher Richtung zum Lallemand-Fjord, wo er in das Müller-Schelfeis mündet.
Das UK Antarctic Place-Names Committee benannte ihn 1960 nach dem deutschen Geografen und Klimatologen Eduard Brückner (1862–1927), einem Pionier der Gletscherforschung.